# 15620 Beltrami
15620 Beltrami eller 2000 HQ14 är en asteroid i huvudbältet som upptäcktes den 29 april 2000 av den italiensk-amerikanske astronomen Paul G. Comba vid Prescott-observatoriet. Den är uppkallad efter den italienska matematikern Eugenio Beltrami.
Den tillhör asteroidgruppen Nysa.